# Guitalens-L'Albarède
Guitalens-L'Albarède is een gemeente in het Franse departement Tarn (regio Occitanie) en telt 816 inwoners (2010). De plaats maakt deel uit van het arrondissement Castres.
Guitalens-Lalbarède ontstond in 2007 door de fusie van de gemeenten Guitalens en Lalbarède.

## Geografie
De oppervlakte van Guitalens-L'Albarède bedraagt 9,36 km², de bevolkingsdichtheid is 87 inwoners per km².
De onderstaande kaart toont de ligging van Guitalens-L'Albarède met de belangrijkste infrastructuur en aangrenzende gemeenten.

## Demografie
Onderstaande figuur toont het verloop van het inwonertal (bron: INSEE-tellingen).